# Azaba
Azaba, DBH, Adhebah – król Aksum. Brakuje informacji o jego rządach. Imię DBH zostało wspomniane tylko na południowoarabskiej inskrypcji, gdzie król Himjarytów prosi o pomoc Adhebaha, przeciwko królowi Sabejczyków. Jego prośba została zaakceptowana, jednak poniósł on porażkę.